# Vazad
Vazad je bil faraon, ki je vladal v  drugem vmesnem obdobju Egipta. 
Egiptologa  Kim Ryholt in Darrell Baker domnevata, da je bil član Štirinajste egipčanske dinastije in vladal okoli leta 1700 pr. n. št. Če je to res, je vladal iz Avarisa v vzhodni in morda tudi zahodni Nilovi delti.  V Srednjem in Gornjem Egiptu je v tistem času iz Memfisa vladala Trinajsta egipčanska dinastija. 
Po Jürgenu von Beckerathu in Wolfgangu Helcku je Vazad spadal v Šestnajsto dinastijo in bil vazal hiške Petnajste dinastije. Njuna teorija je sporna, zlasti zato, ker so Ryholt in drugi ugotovili, da je Šestnajsta dinastija vladala v neodvisnem Tebanskem kraljestvu in ni bila vazal hiške dinastije. 

## Dokazi
Vazad je znan s petih skarabejev z njegovim osebnim imenom (nomen). Ker na nobenem skarabeju ni njegovega priimka (prenomen), ga je težko povezati  z vladarjem s Torinskega seznama kraljev, na katerem so vladarji iz Štirinajste dinastije omenjeni samo po priimkih. Vazadovi skarabeji so zdaj v Berlinskem muzeju (19/64), Britanskem muzeju v Londonu (BM EA 32319),  Egipčanskem muzeju v Kairu (CG 36029) in zasebni  zbirki. Slednji je bil na začetku 20. stoletja ukraden. Za skarabeja iz Petriejevega muzeja, za katerega se je domnevalo da je Vazadov, zdaj velja, da ni bil njegov.

## Kronološki položaj
Ker je znano samo faraonovo osebno ime, je mogoče določiti samo domnevno  obdobje njegovega vladanja. Tyholt je z grupiranjem pečatov dinastov iz Štirinajste dinastije kljub temu ugotovil, da je vladal za Nehesijem.  Ker je med Nehesijem in Jakubherjem s primarnimi viri dokazanih samo nekaj  vladarjev, Ryholt predpostavlja, da bi Vazad lahko bil eden od Nehesijevih naslednikov z najdaljšo vladavino, se pravi Sehebre ali Merdžefare (na Torinskem seznamu kraljev kolona 9, vrstici 4 in 5). Oba sta vladala po tri do štiri leta.
Jürgen von Beckerath je bil v svojih starejših študijah prepričan, da je bil Vazad član Šestnajste dinastije in vazal Petnajste dinastije. Ryholt je kasneje dokazal, da so vladarji iz Šestnajste dinastije vladali v Tebah in tebanski regiji od leta 1650 pr. n. št. do kratkotrajne hiške osvojitve okoli leta 1580 pr. n. št.